# 熱帯植物

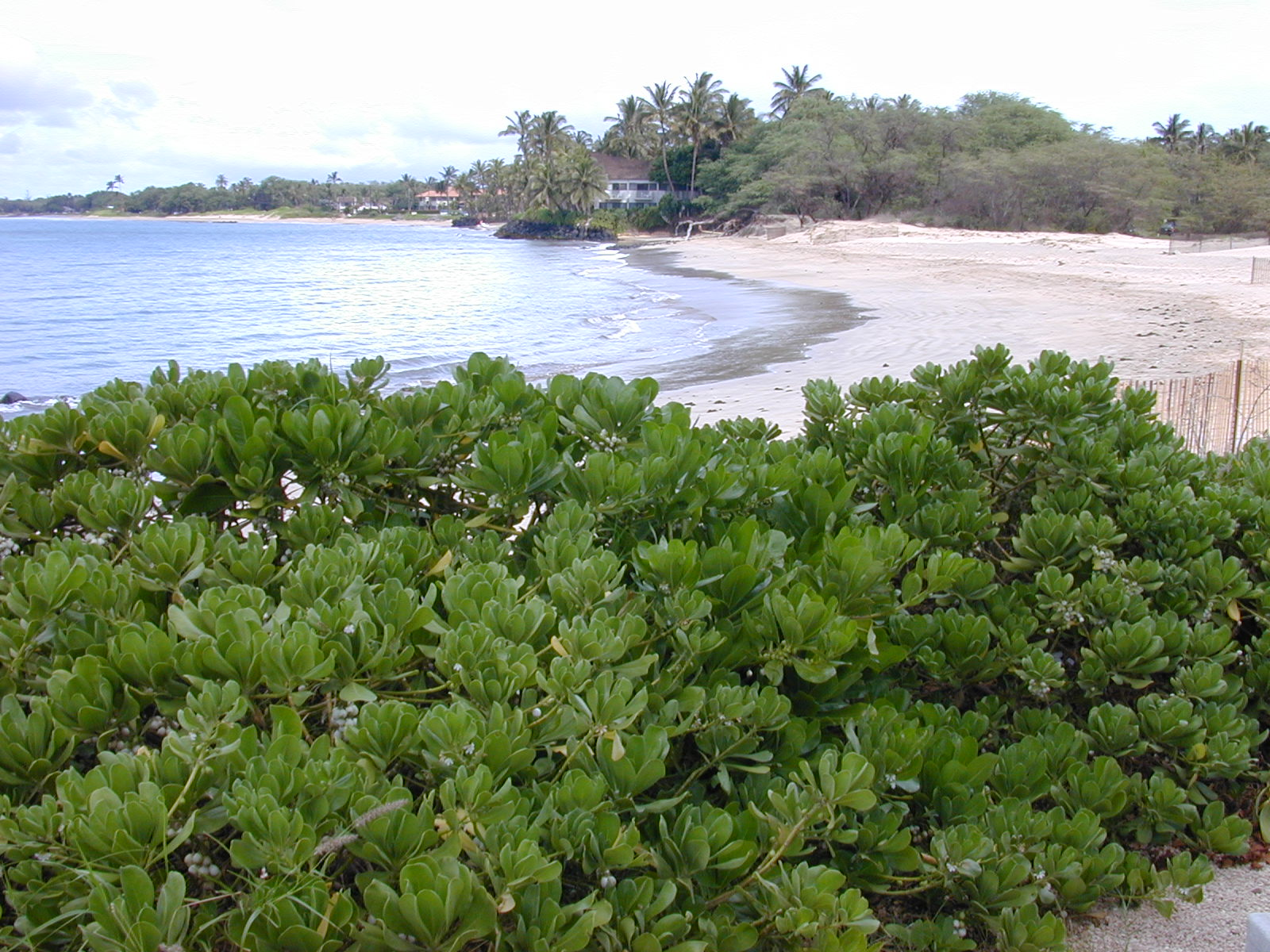
マウイ島の熱帯海岸植物

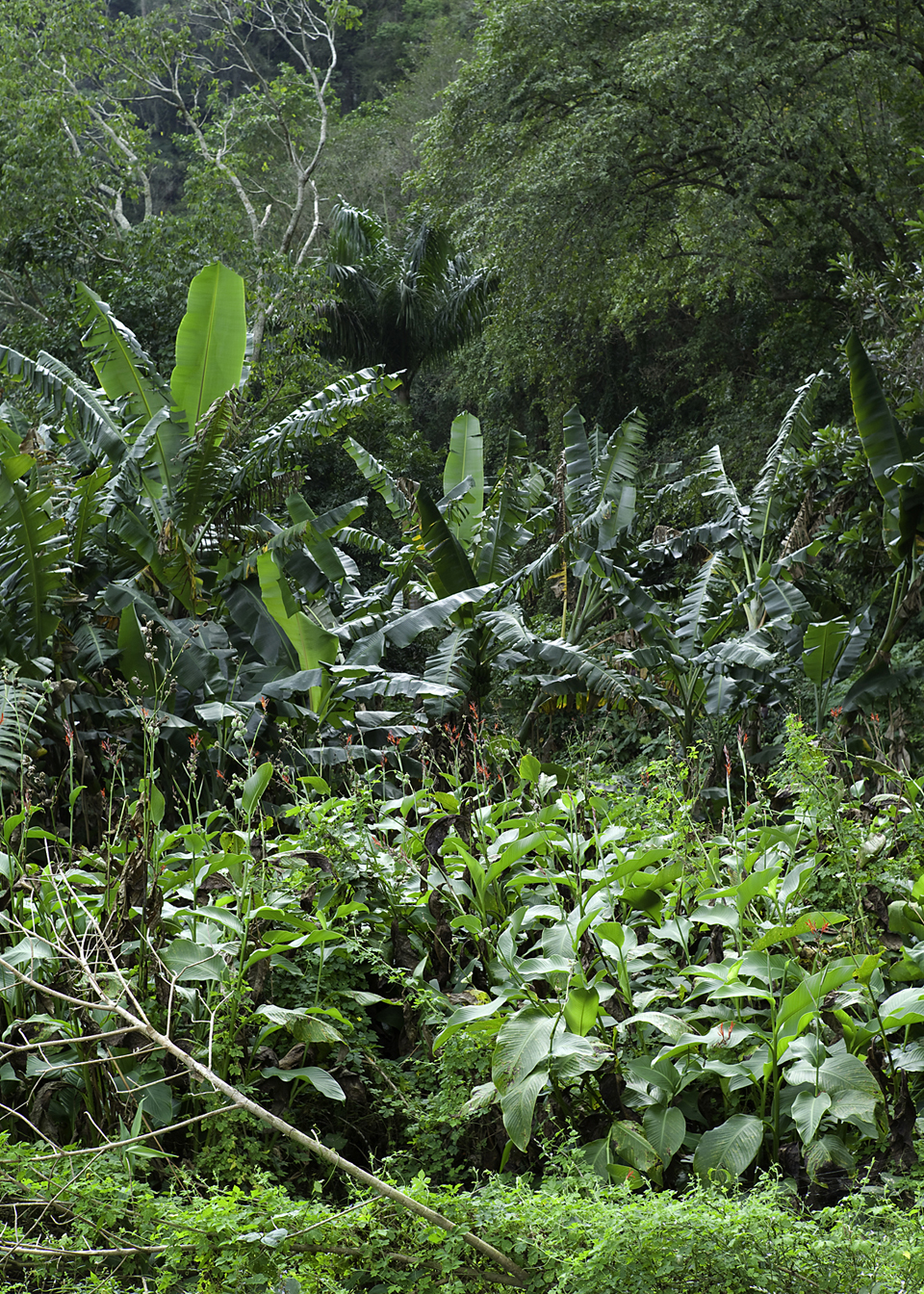
カリブ海地域の植物 キューバ

熱帯植物（ねったいしょくぶつ、英：Tropical vegetation）とは、熱帯のあらゆる植物のことである。
熱帯の生態系に見られる、熱帯原産の植物種をおもに呼んでいる。
なお、熱帯の生態系の例としては、西アフリカのギニア森林、マダガスカルの乾燥落葉樹林、タイ高地の広葉樹林やプエルトリコのエルユンケ国立森林等がある。

## 概要
一年中温暖な気候に生息する植物は、一般に他の緯度のものよりも生物学的に多様である。熱帯地域には一年中豊富な雨が降るところもあるが、数ヶ月続く長い乾季があるところもあり、長さや強さは場所によって異なる場合がある。こうした季節的な干ばつは、マダガスカル棘林のように植物に大きな影響を与える。熱帯の植物は5つの層に分類されるが、一番上の層は上層樹木層である。ここでは、森羅万象の中で最も大きく、幅の広い木々が見られる。これらの木は、日光を十分に浴びることができるように、非常に大きな林冠を持つ傾向がある。その下の層は、中木層で、ここではよりコンパクトな木々や植物を見ることができる。これらの木々は、できるだけ日光を得ようとするため、かなり細身の傾向がある。3層目は下層木部で、高さ5から10メートルほどの木が密集している。この層にある木は、大きな樹冠の木に成長しようとする若い木である。第4層は、樹冠の下にある低木層である。この層には、主に苗木や灌木、実生植物が生息している。最後の第5層は、林床である草本層である。 林床は、さまざまな植物やコケ類、シダ類を除いて、主に裸地である。林床は日光や空気の動きが少ないため、上に比してはるかに密度が高い。
英語のTropical vegetationという言葉は、青々とした、豊かな、という意味でもよく使われるが、地球上の熱帯気候の地域の植生がすべてそう定義できるわけではない。植生が豊かであるにもかかわらず、熱帯林の土壌は栄養分が少なく、焼畑に非常に弱くなっていることがよくある。
熱帯林の植生には、次のようなものがあり、熱帯植生には、以下のような生息地が含まれる場合がある。

### 熱帯雨林
熱帯雨林の生態系は、しばしば高い種の固有性と結びついた生物多様性の重要な領域を含む。雨林には地球上の動物および植物種の半分が生息し、全花卉植物のおよそ3分の2は雨林で見られる。代表的なものは、世界で最も古い熱帯雨林の一つであるボルネオの熱帯雨林、ブラジルとベネズエラのアマゾン熱帯雨林、そして東部のコスタパウロの熱帯雨林が挙げられる。

### 季節的な熱帯林
季節性熱帯林は一般に総雨量が多く、年間平均1000 mm以上であるが、明確な乾季を持つ。コンゴの森は、コンゴ川の流域に広がる高地の熱帯湿潤広葉樹林、パナマとニカラグアの中米の熱帯林、多くのインド亜大陸、インドシナとオーストラリア北部クイーンズランド州に優勢な季節森林など、その種類は様々である。

### 熱帯乾燥広葉樹林
熱帯乾燥広葉樹林は、特に乾季に、森林被覆があまり密ではなく、しばしば手入れされていない不規則な外観を持つ領域である。このタイプの森林にはしばしば、中央インドシナ乾燥林の一部であるフィ・パン・ナム山脈などで、大木として優勢とされている種として竹とチークを含む。そしてしばしば長い季節的乾期の影響を受け、熱帯乾燥林は熱帯雨林よりも生物学的には多様性が少ないものの、さまざまな野生動物の生息地となっている。

### 熱帯の草原、サバンナ、潅木地帯
熱帯・亜熱帯の草原、サバンナ、低木林は熱帯の広い範囲に広がり、植生は主に低灌木と草からなり、しばしば強葉植物種も含まれる。代表的なものとして、ザンビアやアンゴラの西ザンベジ草原、オーストラリアのアイナスリー高地サバナ、アメリカ合衆国のエバーグレード等がある。これらの生態系には、地域によってアカシアやバオバブなどの樹種が存在することがある。

## トロピカルガーデン

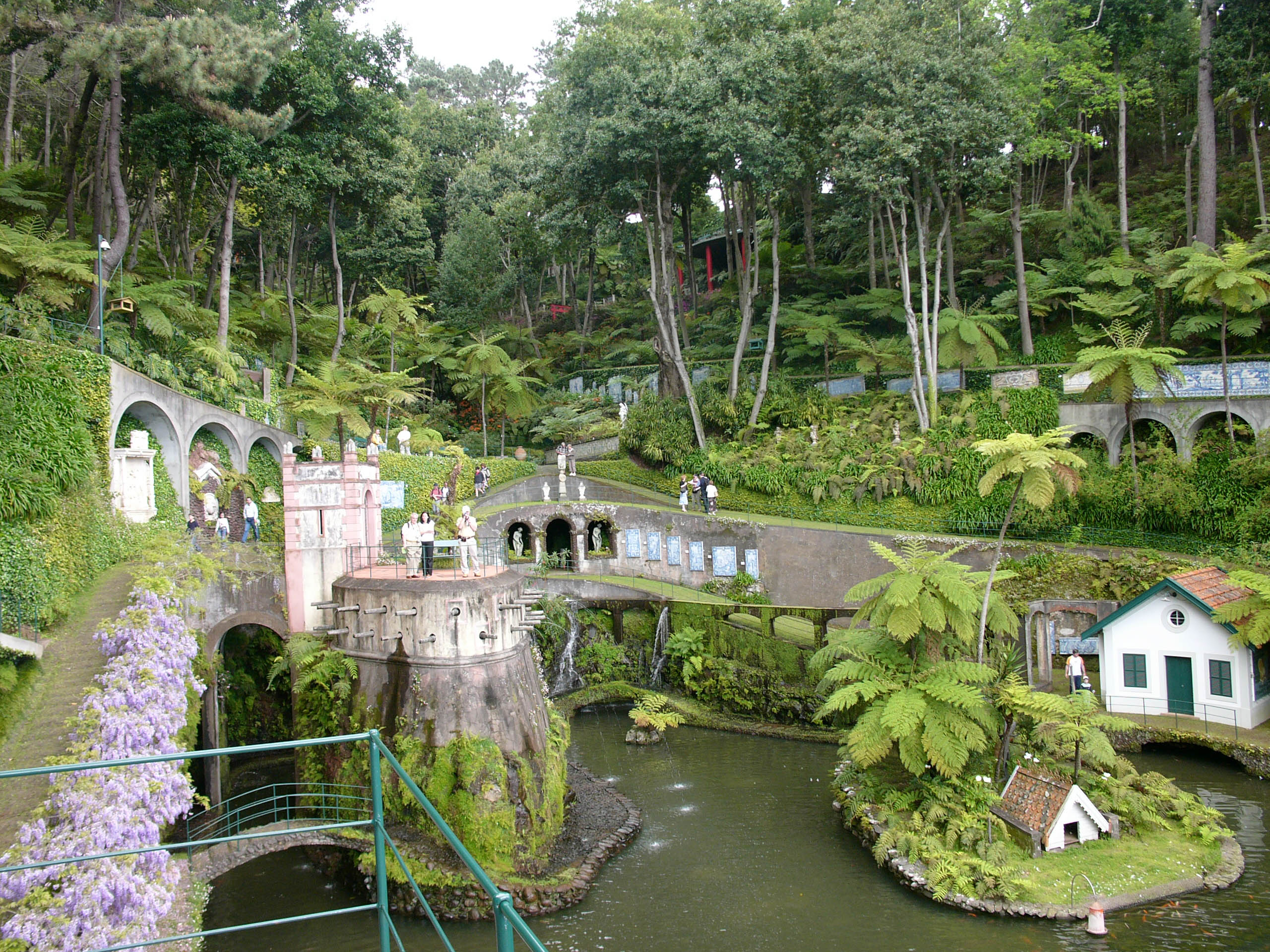
ポルトガルのマデイラ島にあるトロピカルガーデン

トロピカルガーデン（Tropical Garden）は、熱帯植物を特徴とし、激しい雨や水やりに適切な灌漑やスプリンクラーを必要とするタイプの庭園の一種である。これらの庭園は一般的に肥料と重いマルチングを必要とする。
トロピカルガーデンは、もはや熱帯地域だけのものではない。冷涼な気候でも多くの園芸家は、適した植物や花を慎重に選ぶことで、熱帯のガーデンデザインを採用している。主な特徴としては、非常に大きな葉を持つ植物、庭の奥に向かって高さを増していく植生、密集した庭を作ることなどが挙げられる。大きな植物に小さな木がぶら下がっており、太陽の光が地面に直接当たるようになっている。

### 適した植物
熱帯植物で、トロピカルガーデンや室内用植物として利用できるものを紹介する。

#### ホヤ植物
ホヤ（サクララン属）は、その質感と現実離れした外観から「ワックスフラワー」として知られている。比較的暖かく湿度の高い環境を必要とするが、品種によっては雨季の数ヶ月間、激しい降雨に耐えることができ、また長い乾燥期間にさらされることもある。一般に室内植物で使われている。間接照明を必要とするが、その必要光量は品種によって異なっている。少量の水は必要とし、土壌はやや乾燥気味に保つ。大きすぎない植木鉢やハンギングバスケットで栽培することが可能。最低温度が15℃（華氏59度）で、温度管理が保たれればよりよく成長する。

#### バナナ植物
通説に反して、成長するバナナ木の栽培は困難でもないので、自分のバナナを楽しむことが可能。またこれらの植物は風防としても使用できるメリットがある。肥沃な土壌、大量のマルチングと有機物、大量の窒素とカリウム、暖かい温度、高い湿度、大量の水、そして他のバナナ植物からのシェルターを必要とする。バナナは強い風や極端な天候（暑すぎたり寒すぎたり）にさらされてはならず、理想的な温度は摂氏26から30℃（華氏78から86度）であるとされており、摂氏14℃以下では成長が止まる。バナナ根茎は直立して植えられ、その根は土でよく覆われていなければならない。

#### ゴクラクチョウカ(Bird of Paradise)
一般にゴクラクチョウカ属と呼ばれる多くの種の中に、南アフリカと南アメリカの固有植物であるストレリチア・レギナエ (Strelitzia reginae) がある。熱帯植物であるため、温暖で湿度の高い気候で育つ。常緑種で葉が鳥のくちばしに似ている、エキゾチックで色彩豊かな植物である。寒くなければ、屋外でも育てられるが、そうでない場合は、室内で鉢植えで管理するのがよいとされる。豊かな土と、十分な日照または部分的な日陰が必要。水はけがよいことも、この植物の条件である。

#### シダ植物
シダは、庭の葉を美しくするためによく使われる。ほとんどのシダ植物は手入れが簡単。基本的に直射日光に長時間当てないようにし、さらに土は常に湿っている必要がある。シダを湿らせておく 1 つの方法は、シダに霧吹きをすること。

#### パパイヤの木
パパイヤの木は、風や冬の凍結がなく、暖かく保てる場所に植える必要がある。葉を支えるのに十分な水が必要であるが、根腐れを起こす可能性があるので、過湿は禁物。また、水はけの良い土壌も必要である。

#### ラン科植物
夜間温度は12～18℃、昼間温度は23～26℃が、ランの栽培に適した温度。ランは十分な光量と湿度を必要とする。しかし、ランにも多くの品種があり、それぞれに特定のケアが必要。

### メンテナンス
トロピカルガーデンは、植物の生息地と気候が異なれば異なるほど、作るのも維持するのも難しい庭のひとつである。健康的なトロピカルガーデンの鍵は、十分な光と水である。熱帯植物の特徴である大きな葉は、土が常に湿っている必要があるので、庭によっては灌漑が必須となる場合もある。ただし水をやりすぎると根が腐り、植物が枯れてしまう。
耐寒性のない熱帯植物は、冬の間は室内に入れ、夏には庭に戻す方法がよいといえる。

### 非熱帯気候

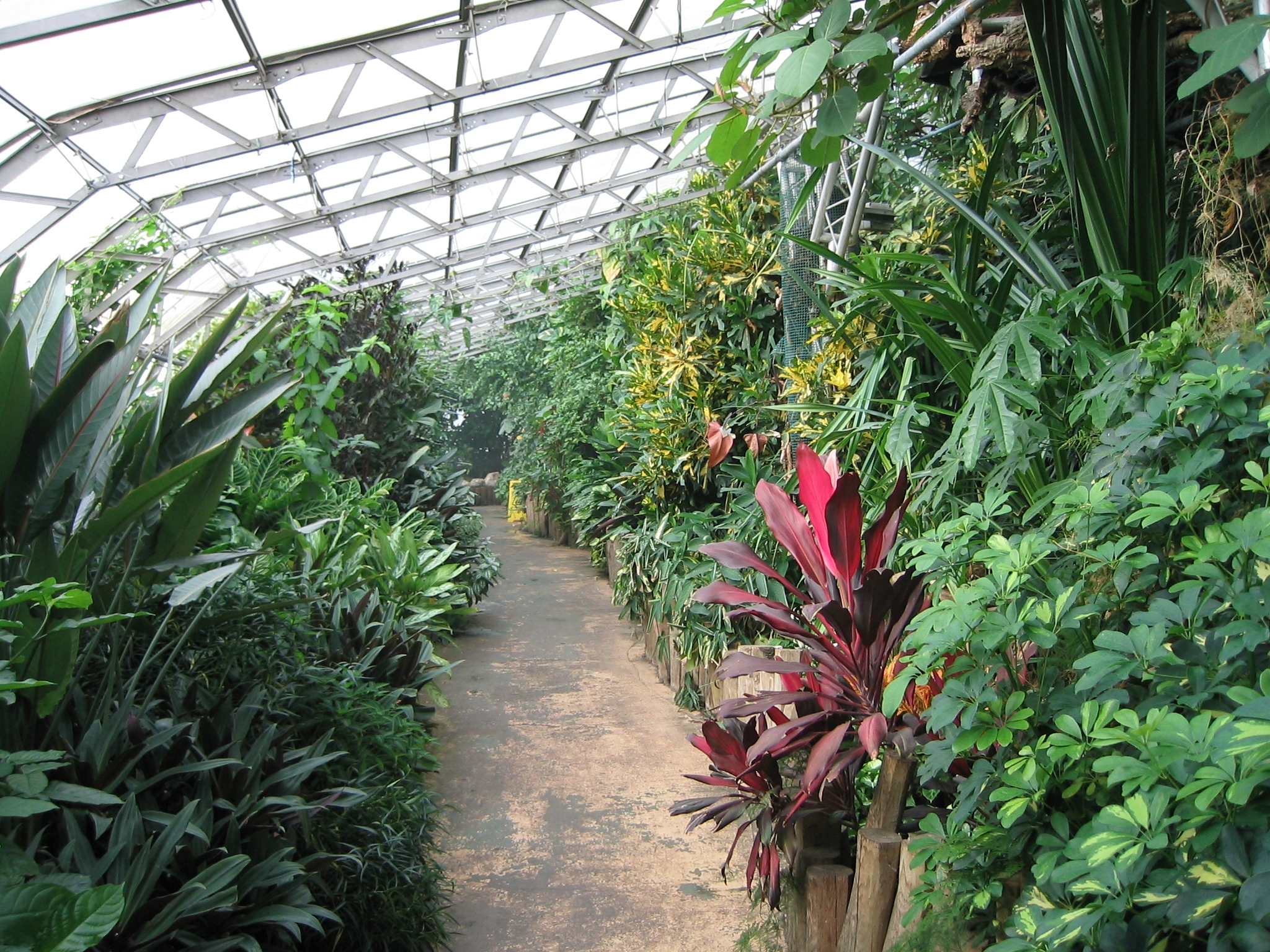
熱帯植物を寒冷地で育てるには温室が有効である

非熱帯気候の地でうまくいく熱帯植物は以下の通り。
- アカンサス・モリス
- カンナ
- クロコスミア、別名：L
- ヘデラ・アルゲリエンシス（Hedera algeriensis)
- パウロニア・トメントサ
- トラキア
- ハリヤシ（en:Rhapidophyllum ラピドフィラム）
- ジュベア
- セイバルマイナー

### ギャラリー

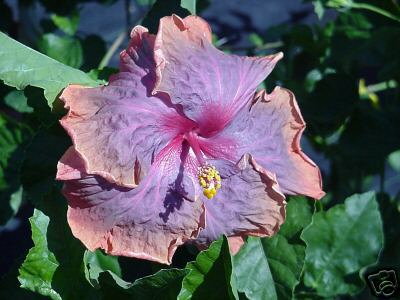
ゲータープライド ハイビスカス
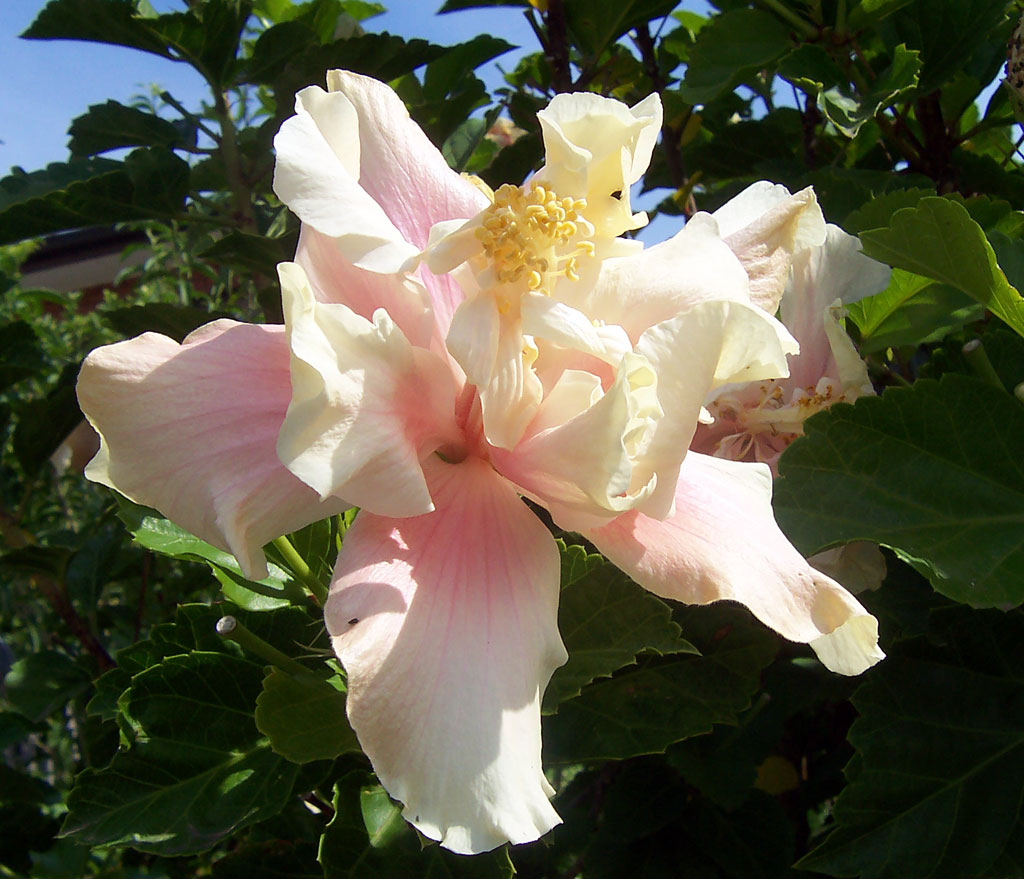
ダブル・ハイビスカス
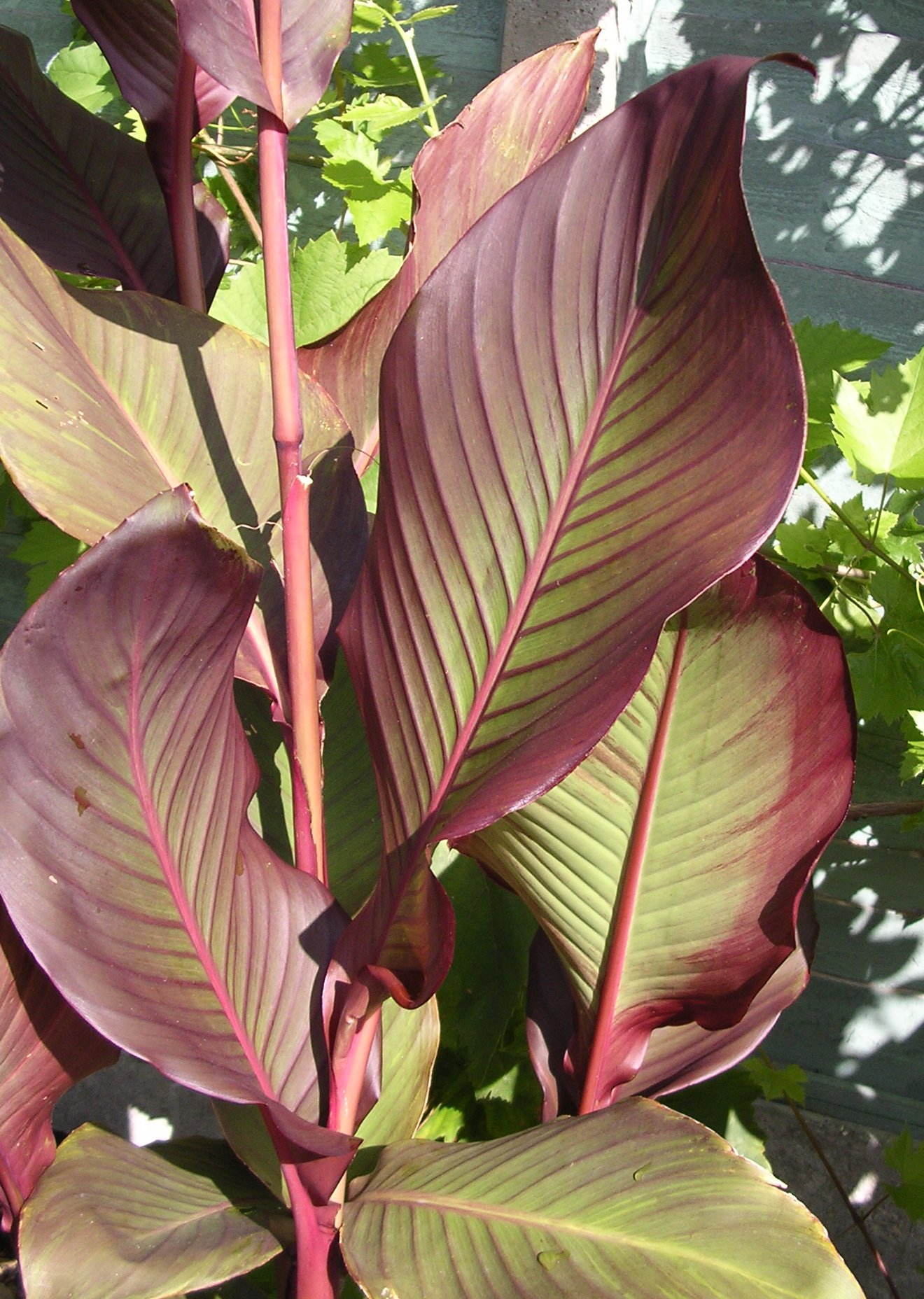
カンナ「オーギュスト・フェリエ」（'Auguste Ferrier'）

### アトラクション
多くの観光スポットが熱帯庭園を特徴としており、以下のようなものがある。
- アルマパーク動物園 (Alma Park Zoo)  : オーストラリアクイーンズランド州キュランダ
- キュランダ高原列車 : オーストラリアクイーンズランド州ダカビン
- コラサンティズ・トロピカル・ガーデン (Colasanti's Tropical Gardens)  : カナダオンタリオ州キングスビル
- フロール・オン・フェーア (Flor og Fjære)  : ノルウェースタバンゲル
- シダーベール植物園 (Cedarvale Botanic Garden) およびレストラン : アメリカ合衆国オクラホマ州デイビス
- ライマン・ガーデンズ (Reiman_Gardens)  : アメリカ合衆国アイオワ州エイムズ

### 熱帯植物園
熱帯植物をあつかった植物園や温室。
植物園の一覧、日本の植物園一覧に、主な熱帯植物園も掲載されている。
日本にある場合、基本的には亜熱帯植物園である場合が多い。

## 熱帯園芸

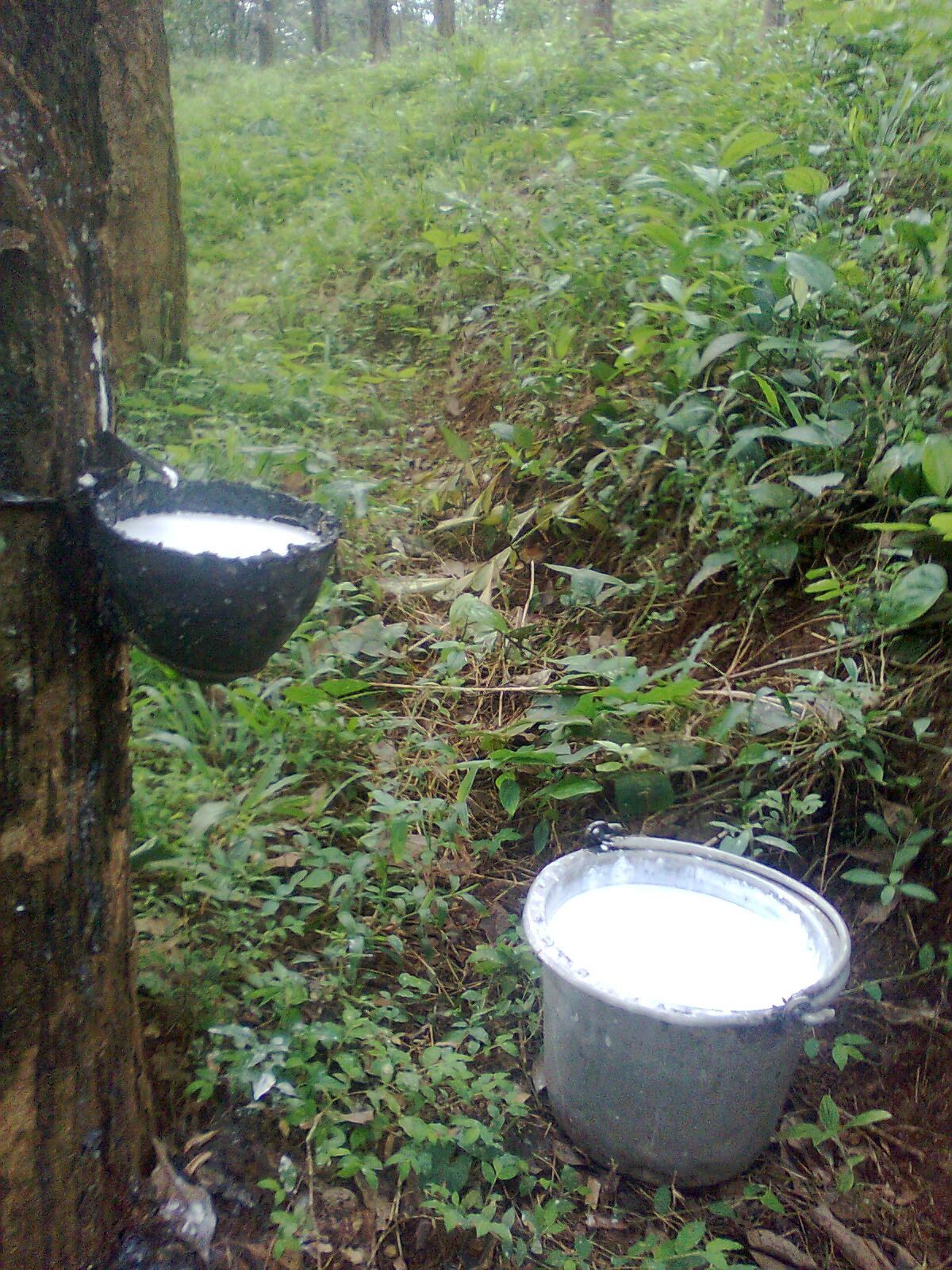
rubber tree (Hevea brasiliensis) の切り込みから天然ゴムを採取する様子と、採取したゴムの入ったバケツ

熱帯園芸（Tropical_horticulture）は、園芸の一分野で、熱帯植物すなわち世界の赤道の地域の植物を研究・栽培するものである。この分野は「en:portmanteau」、「TropHort」（トロップホート）と呼ばれることもある。
熱帯園芸には、多年生木本植物（樹木園芸）、観賞用植物（花卉園芸）、野菜（蔬菜園芸）、ブドウ（ブドウ栽培）を含む果実（果樹園芸）といった植物が対象になる。これらの作物の多くは、熱帯ではなく温帯を原産地としている。熱帯の気候条件に適応させることが野生種育成 (breeding) の目的である。しかし多くの重要な作物は熱帯地方に固有のものである。主にはエラエス・ギネンシス（アブラヤシ）などの多年生作物、オクラなどの野菜、稲、サトウキビなどの畑作、そしてパイナップル、バナナ、パパイヤ、マンゴーといった果物が知られる。
熱帯地方は地球表面の36％、地表の20％を占めているので、熱帯園芸の可能性は巨大である。
温帯気候地域とは対照的に、熱帯における環境の条件は、季節の温度変動よりも降水量の季節性によって定義される。したがって、熱帯の大部分における気候は、赤道（±5°緯度）に近い場所ではその変動が小さくなるものの、明確な雨季と乾季によって特徴づけられる。熱帯地方の気温条件は標高の影響を受けるので、熱帯の温暖な地域と寒冷な地域が対照的に区別されており:4-5、熱帯の高地は低地よりも温帯の植物種の生産に適している可能性がある。
熱帯環境には維管束植物と非維管束植物の両方の植物が生育しているが、熱帯地方に生息する植物は通常寒さに弱く、高レベルの日射を受けることに適応している。光周期のわずかな変化に敏感であり（「短日植物」）、長期の干ばつや多量の降水、雨季と乾季の区別に適応することができる。高い夜温は温帯作物（例えばトマト）を熱帯低地に導入する際の大きな障害となる。さらに、そのような条件は、植物の高い細胞呼吸率を促進し、比較的に低い純光合成率をもたらす。